# Fotbollsfest
Fotbollsfest är en sång skriven av Fredrik Andersson, Ingvar Irhagen, Christoffer Olssoon och Jens Magnusson, och inspelad av Frans Jeppsson-Wall med Elias till stöd för Sverige inför Europamästerskapet i fotboll för herrar 2008 i Schweiz och Österrike, samt utgiven på singel 2008.

## Listplaceringar
| År (2008) | Topplacering |
| --------- | ------------ |
| Sverige   | 1            |

### Fotnoter
1. ↑  ”Fotbollsfest”. Svensk mediedatabas. 26 februari 2008. http://smdb.kb.se/catalog/id/002387953. Läst 9 november 2014.
2. ↑  ”Fotbollsfest”. Swedishcharts. 26 februari 2008. http://swedishcharts.com/showitem.asp?interpret=Frans+feat%2E+Elias&titel=Fotbollsfest&cat=s. Läst 9 november 2014.